# ميخائيل هاستينغز
ميخائيل هاستينغز (بالإنجليزية: Michael Hastings)‏ هو كاتب سيناريو وكاتب مسرحي بريطاني، ولد في 2 سبتمبر 1938 في لندن في المملكة المتحدة، وتوفي في 19 نوفمبر 2011 في المملكة المتحدة.

## وصلات خارجية
- ميخائيل هاستينغز على موقع IMDb (الإنجليزية)
- ميخائيل هاستينغز على موقع ألو سيني (الفرنسية)
- ميخائيل هاستينغز على موقع أول موفي (الإنجليزية)
- ميخائيل هاستينغز على موقع قاعدة بيانات الأفلام السويدية (السويدية)
- ميخائيل هاستينغز على موقع قاعدة بيانات الفيلم (الإنجليزية)
- ميخائيل هاستينغز على موقع كينوبويسك (الروسية)